# 1711 en droit
Cet article présente les faits marquants de l'année 1711 en droit.

## Événements
- 13 avril (2 avril du calendrier julien) : traité d'Iaroslav. Le hospodar de Moldavie Dimitrie Cantemir s’engage à soutenir la Russie dans la guerre contre les Turcs[1].

- 21 juillet : signature du traité de Fălciu ou du Prut entre la Russie et l'Empire ottoman prévoyant la restitution par la Russie d'Azov, de Taganrog et des territoires de Crimée aux Ottomans sous la pression de la France, du Royaume-Uni et des Provinces-Unies.

- 20 décembre, Royaume-Uni : loi sur la conformité occasionnelle (en)[2], punissant les protestants non-conformistes qui ne se plieraient qu’en apparence au dogme officiel et pratiqueraient en cachette leur propre rite. Il apparaît alors un clivage entre Anglicans de la « Haute Église » et partisans d’un rapprochement avec les Presbytériens (« Basse Église »).

## Naissances
- 11 février : Johann Heumann von Teutschenbrunn, juriste et historien du droit allemand, spécialiste de diplomatique (†  29 septembre 1760.